# ブライアン・クラウズ
ブライアン・クラウズ（Brian Krause、1969年2月1日 - ）は、アメリカ合衆国出身の俳優である。

## 出演作品

### テレビ
- キャッスル 〜ミステリー作家は事件がお好き
- クローザー
- MAD MEN マッドメン
- CSI:マイアミ
- チャームド〜魔女3姉妹〜（レオ・ワイアット）

### 映画
- エイリアン2013
- ポセイドン・レックス
- スパイダー・パニック!2012
- パラサイト・クイーン
- プテロドン　零式戦闘機 vs 翼竜軍団
- ジュラシック・レイク
- キャビン・バイ・ザ・レーク リターンズ
- アーマゲドン
- MIND GAMES/誘惑の影に
- ネイキッド・ソウル
- 新トランザム7000/バンディット(1)ゴー・カントリー
- 新トランザム7000/バンディット(2)バンディッド・バンディット
- 新トランザム7000/バンディット(3)ビューティ&バンディット
- 新トランザム7000/バンディット(4)シルバーエンジェル
- スリープウォーカーズ
- ブルーラグーン
- スパイ・ファミリー Scarlett2020

### オリジナルビデオ
- ソーラー・ストライク2012